# Tristan da Silva
Tristan da Silva (Múnich; 15 de mayo de 2001) es un baloncestista con doble nacionalidad, brasileña y alemana, que pertenece a la plantilla de los Orlando Magic de la NBA. Con 2,03 metros de estatura, juega en la posición de alero. Es hijo de padre brasileño y madre alemana. Es hermano del también baloncestista profesional Oscar da Silva.

## Trayectoria deportiva

### Universidad
Jugó cuatro temporadas con los Buffaloes de la Universidad de Colorado, en las que promedió 11,7 puntos, 3,8 rebotes y 1,6 asistencias por partido. Fue incluido en el mejor quinteto de la Pac-12 Conference en su temporada junior después de promediar 15,9 puntos, 4,8 rebotes y 1,3 robos por partido.
A pesar de tener elegibilidad universitaria restante, Da Silva se declaró elegible para el draft de la NBA el 29 de abril de 2024.

#### Estadísticas
| Año     | Equipo   | PJ  | PT | MPP  | %TC  | %3P  | %TL  | RPP | APP | ROB | TPP | PPP  |
| ------- | -------- | --- | -- | ---- | ---- | ---- | ---- | --- | --- | --- | --- | ---- |
| 2020–21 | Colorado | 24  | 0  | 9.3  | .529 | .267 | .583 | 1.0 | .3  | .3  | .1  | 2.7  |
| 2021–22 | Colorado | 31  | 31 | 28.3 | .479 | .373 | .797 | 3.5 | 2.0 | .6  | .5  | 9.4  |
| 2022–23 | Colorado | 35  | 33 | 30.9 | .496 | .394 | .755 | 4.8 | 1.3 | 1.3 | .4  | 15.9 |
| 2023–24 | Colorado | 34  | 34 | 33.8 | .493 | .395 | .835 | 5.1 | 2.4 | 1.1 | .6  | 16.0 |
| Total   | Total    | 124 | 98 | 26.9 | .493 | .386 | .786 | 3.8 | 1.6 | .9  | .4  | 11.7 |

### Profesional
El 26 de junio fue elegido en la decimoctava posición del Draft de la NBA de 2024 por los Orlando Magic.

## Estadísticas de su carrera en la NBA

### Temporada regular
| Año     | Equipo  | PJ | PT | MPP  | %TC  | %3P  | %TL  | RPP | APP | ROB | TPP | PPP |
| ------- | ------- | -- | -- | ---- | ---- | ---- | ---- | --- | --- | --- | --- | --- |
| 2024–25 | Orlando | 74 | 38 | 22.0 | .412 | .335 | .873 | 3.3 | 1.5 | .4  | .2  | 7.2 |
| Total   | Total   | 74 | 38 | 22.0 | .412 | .335 | .873 | 3.3 | 1.5 | .4  | .2  | 7.2 |

### Playoffs
| Año   | Equipo  | PJ | PT | MPP | %TC  | %3P  | %TL | RPP | APP | ROB | TPP | PPP |
| ----- | ------- | -- | -- | --- | ---- | ---- | --- | --- | --- | --- | --- | --- |
| 2025  | Orlando | 2  | 0  | 2.5 | .000 | .000 | -   | 2.0 | .5  | .0  | .0  | .0  |
| Total | Total   | 2  | 0  | 2.5 | .000 | .000 | -   | 2.0 | .5  | .0  | .0  | .0  |